# Văleni (okręg Gorj)
Văleni – wieś w Rumunii, w okręgu Gorj, w gminie Plopșoru. W 2011 roku liczyła 1060 mieszkańców.